# Daniel Schneidermann
Daniel Schneidermann (narozen 5. duben 1958, Paříž) je francouzský novinář a spisovatel.

## Dílo
- Tout va très bien, monsieur le ministre, Belfond, 1987, ISBN 2-7144-2069-9
- Où sont les caméras ?, Belfond, 1989, ISBN 2-7144-2308-6
- Un certain Monsieur Paul, l'affaire Touvier, Fayard, 1989 (spolu s Laurentem Greilsamerem), ISBN 2-213-59248-9
- Les Juges parlent, Fayard, 1992 (spolu s Laurentem Greilsamerem), ISBN 2-213-02939-3
- Arrêts sur images, Fayard, 1994, ISBN 2-213-59180-6
- Anxiety Show, Arléa, 1994, ISBN 2-86959-216-7
- La Disparue de Sisterane, Fayard, 1992, ISBN 2-213-02847-8
- Nos mythologies, Plon, 1995, ISBN 2-259-18164-3
- L'Étrange Procès, Fayard, 1998, ISBN 2-213-60104-6
- Du journalisme après Bourdieu, Fayard, 1999, ISBN 2-213-60398-7
- Les Folies d'Internet, Fayard, 2000, ISBN 2-213-60694-3
- Où vont les juges ?, Fayard, 2002 (avec Laurent Greilsamer), ISBN 2-213-61077-0
- Le Cauchemar médiatique, Denoël, 2003, ISBN 2-07-031704-8Daniel Schneidermann (2009)

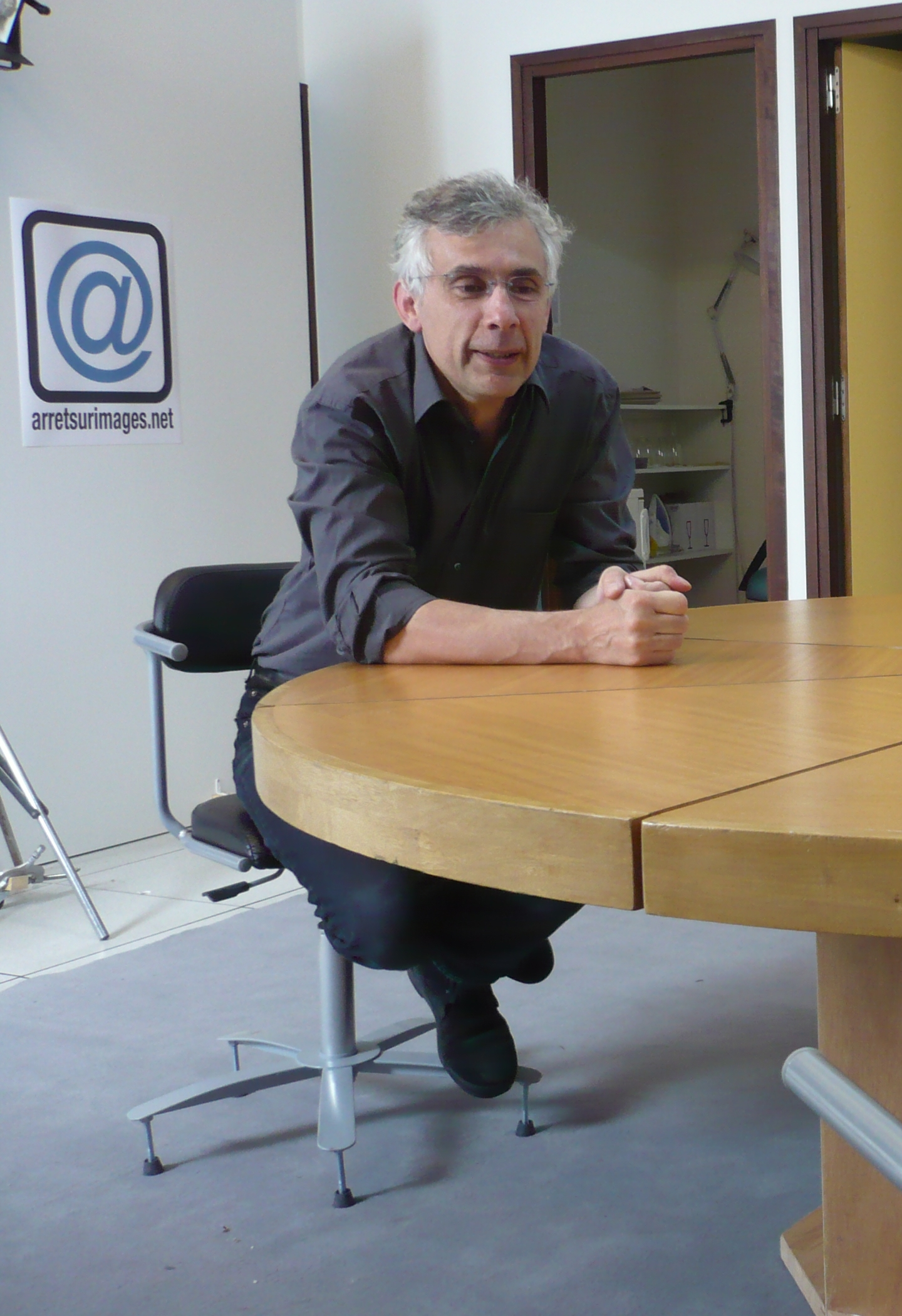
Daniel Schneidermann (2009)

## Film
- Kosovo, des journalistes dans la guerre (Dokumentární film ARTE, 2000, 90 min)